# Gerard E. Caspary
Gerard Ernest Caspary (* 10. Januar 1929 in Frankfurt am Main; † 6. April 2008 in Berkeley) war ein US-amerikanischer Historiker deutscher Herkunft.
Gert Caspary war der Sohn von Ernst Caspary (* 11. Juli 1896 in Quedlinburg) und dessen Frau Sophie (* 29. Mai 1900 in Fürth, geb. Krautheimer). Seine Eltern mussten im April 1933 als Juden nach Paris flüchten. Im Oktober 1942 wurden sie nach Drancy gebracht, im November 1942 nach Auschwitz deportiert und dort ermordet. Gert überlebte versteckt in Südfrankreich und emigrierte 1945 in die USA, wo sich der Bruder seiner Mutter, der Kunsthistoriker Richard Krautheimer und dessen Frau Trude seiner annahmen.
Er studierte zunächst am Swarthmore College (B.A. 1950), danach an der Harvard University (M.A. 1952, Ph.D. 1962). Von 1957 bis 1970 lehrte er als Assistant bzw. aAsociate Professor mittelalterliche Geschichte am Smith College. Ab 1970 lehrte er mittelalterliche Geistesgeschichte an der University of California, Berkeley, zunächst als Associate Professor, von 1978 bis 2004 als Full Professor.
1962 erhielt Caspary ein Guggenheim Fellowship für seine Forschungen.

## Veröffentlichungen
- Politics and Exegesis. Origen and the Two Swords, Berkeley, University of California Press 1979, ISBN 0-520-03445-7